# Eugène van den Bossche

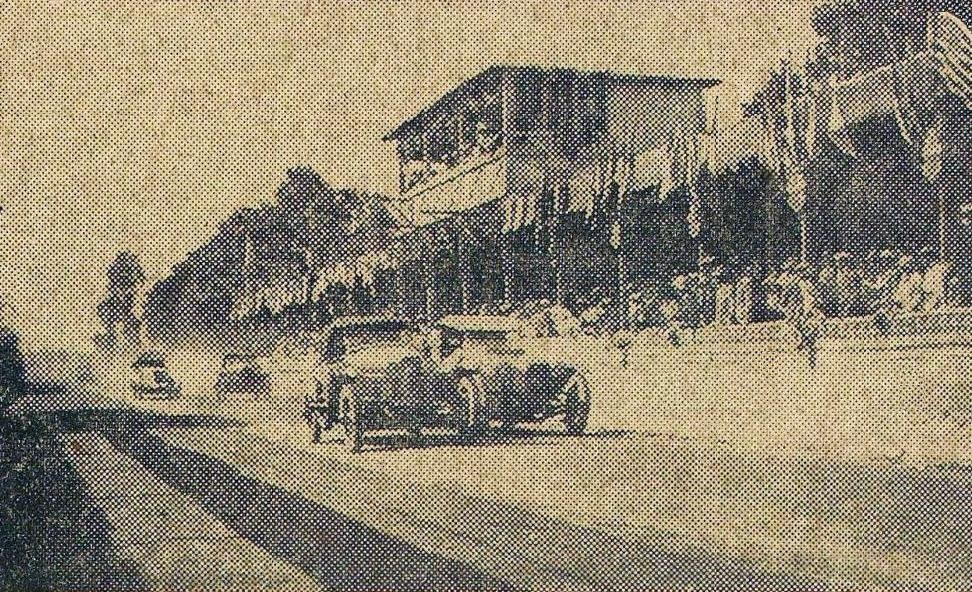
Start zum 24-Stunden-Rennen von Le Mans 1925

Eugène Léon van den Bossche, in einigen Quellen auch Eugène Léon Vandenbossche, (* 31. Oktober 1892 in Dunkerque; † 7. März 1962 in Clamart) war ein belgischer Autorennfahrer.

## Karriere
Über Eugène van den Bossche ist der Start bei einem internationalen Sportwagenrennen publiziert. 1925 war er beim 24-Stunden-Rennen von Le Mans gemeldet und bestritt dieses 24-Stunden-Rennen an der Seite von Abel Smeets in einem Ravel 12CV Sport. Das Duo absolvierte 104 Runden, wurde aber mangels ausreichender zurückgelegter Strecke nicht gewertet.

## Statistik

### Le-Mans-Ergebnisse
| Jahr | Team                     | Fahrzeug         | Teamkollege | Platzierung     | Ausfallgrund |
| ---- | ------------------------ | ---------------- | ----------- | --------------- | ------------ |
| 1925 | SA des Automobiles Ravel | Ravel 12CV Sport | Abel Smeets | nicht klassiert |              |